# Кисорицька волость
Кисорицька волость — адміністративно-територіальна одиниця Овруцького повіту Волинської губернії Російської імперії та Української держави. Волосний центр — село Кисоричі

### Склад
Станом на 1885 рік складалася з 9 поселень, 9 сільських громад. Населення — 11777 осіб (2243 чоловічої статі та 2065 — жіночої), 516 дворових господарства.
|                     | Площа, десятин | У тому числі орної, дес. |
| ------------------- | -------------- | ------------------------ |
| Сільських громад    | 6357           | 3066                     |
| Приватної власності | 64061          | 980                      |
| Казенної власності  | -              | —                        |
| Іншої власності     | 1287           | 229                      |
| Загалом             | 71705          | 4275                     |

### Основні поселення
- Кисоричі колишнє власницьке село за 175 верст від повітового міста, волосне правління, 394 особи, 60 дворів, православна церква, школа, постоялий будинок.
- Борове — колишнє власницьке село, 494 особи, 73 двори, православна церква, водяний млин.
- Голиші — колишнє власницьке село при річці Приході, 444 особи, 76 дворів, православна церква, водяний млин.
- Карпилівка — колишнє власницьке село, 789 осіб, 91 двір.
- Рокитне — колишнє власницьке село, 860 осіб, 126 дворів, православна церква, постоялий будинок, кузня, водяний млин.

## Під владою Польщі
18 березня 1921 року, після підписання мирної угоди («Ризький мир») між РРФСР і УСРР, з одного боку, та Польщею — з другого, був прокладений новий державний кордон, який поділив Волинську губернію на дві частини — до Польщі відійшли 6 повітів губернії, а також 1 волость Овруцького повіту — нею була Кисорицька волость (без сіл Калинівка та Майдан, що залишилися у складі УСРР), яка називалася надалі ґміна Кісориче та приєднали окремі села Олевської (Будки-Сновидовицькі, Дерть, Залав'я, Остки, Сновидовичі) та Юрівської (Біловіж, Дубно, Кам'яне, Купель, Мушні, Обсіч) волостей, що опинилися на захід від нового кордону.
Польською владою на території ґміни велася державна програма будівництва польських колоній і заселення поляками. На 1936 рік ґміна складалася з 21 громади:
1. Олександрівка — село: Олександрівка та хутори: Діброва, Пічки, Пильня і Попадя;
2. Біловіж — село: Біловіж та хутори: Біловіж, Борисівка, Довге, Ясиновець, Красна-Гола, Кам'янка, Кривушка, Копин, Калин, Милячі, Пруси, Рудня, Снопищі, Стібок, Уріччя, Желіхове, Зелене, Зимники і Залужжя;
3. Борове — село: Борове та хутори: Чорна-Нивка, Діброва, Перевора, Топилище, Вовнище, Воротець і Загалля;
4. Буда — село: Буда та хутір: Боровина;
5. Будки-Борівські — село: Будки-Борівські, лісничівка: Будки-Борівські та хутір: Койлове;
6. Будки-Сновидовицькі — село: Будки-Сновидовицькі;
7. Дерть — село: Дерть;
8. Довгань — село: Довгань;
9. Галич — село: Галич та хутори: Корені, Марин і Свинники;
10. Карпилівка — село: Карпилівка, хутори: Бистричка, Березники, Хвошне і Калища та надлісництво: Карпилівка;
11. Кисоричі — село: Кисоричі, фільварок: Кисоричі, та хутори: Добрий-Острів, Островок і Вилики-Ліс;
12. Масевичі — село: Масевичі та хутори: Горовашка, Кутиха, Кутиха-Дальша, Камінь, Підшубцем, Пухля-Масевицька, Рогів і Занакатом;
13. Мушні — село: Мушні та хутір: Лібухів;
14. Нетреба — село: Нетреба, хутір: Дерманка та гаївка: Нетреба;
15. Окопи — село: Окопи;
16. Рокитне — село: Рокитне та хутори: Берці, Чисто-Лужа, Церквище, Долибини, Діброва, Дубровиця, Кривуха, Коржі, Льова, Липники, Мольничищі, Мутвиця, Низька-Нива, Осовуха, Острів, Остки, Підгало, Підріччя, Свинка, Ровищі, Совця-Виничів, Слижі, Залісом, Залядом, Завіччя;
17. Рудня-Льва — село: Рудня-Льва, фільварок: Рудня-Льва та хутори: Діброва, Фасичин, Граби, Кам'яний Брід і Вудерівка;
18. Сновидовичі — село: Сновидовичі, хутори: Бодля, Бедрива, Хлопишів, Чортиха, Дубне, Дуків, Гола-Нива, Грем'ячка, Гусь, Якубів-Груг, Янчівка, Крутилівка, Каців, Красна-Гірка, Кам'яниця, Клищі, Мідне, Новий-Двір, Новосільська, Пічки, Пересічне, Підози, Вісь, Сріблянка, Ставок, Сілищі, Волочок, Вовча-Гірка, Засобицький, Закльче, Заязвинець, Журавель і Замочок, селище: Остки та надлісництво: Остки;
19. Старики — село: Старики та хутори: Ямне, Мокре, Плучник, Слободі і Вудерівка;
20. Залав'я — село: Залав'я, лісничівка: Залав'я та хутори: Блежівський, Кобила, Шуляки, Вижички і Забара.

Після радянської анексії західноукраїнських земель ґміна ліквідована у зв'язку з утворенням Рокитнівського району.